# Philogenia silvarum
Philogenia silvarum är en trollsländeart som beskrevs av Friedrich Ris 1918. Philogenia silvarum ingår i släktet Philogenia och familjen Megapodagrionidae. IUCN kategoriserar arten globalt som otillräckligt studerad. Inga underarter finns listade i Catalogue of Life.